# Prosopocera schultzei
Prosopocera schultzei är en skalbaggsart. Prosopocera schultzei ingår i släktet Prosopocera och familjen långhorningar.

## Underarter
Arten delas in i följande underarter:
- P. s. schultzei
- P. s. obliquealbovittata